# 大久保教宏
大久保 教宏（おおくぼ のりひろ、1964年 - ）は、日本の歴史学者、宗教学者。専門はラテンアメリカ史、キリスト教史。慶應義塾大学法学部教授。義塾賞受賞。

## 人物・経歴
小田原藩大久保家の分家の旧荻野山中藩主の家系で、貴族院議員を務めた元子爵の大久保教尚の孫として生まれる。父の教道はキリスト教の牧師であった。
1988年東京外国語大学外国語学部スペイン語学科卒業。1998年東京大学大学院人文社会系研究科基礎文化研究専攻博士課程単位取得退学。文学博士。慶應義塾大学法学部専任講師、同助教授を経て、同教授。専門はラテンアメリカ史、キリスト教史、宗教学。 『プロテスタンティズムとメキシコ革命』で義塾賞受賞。

## 著作
- 『プロテスタンティズムとメキシコ革命 : 市民宗教からインディヘニスモへ』新教出版社 2005年
- 『ラテンアメリカ出会いのかたち』（清水透, 横山和加子と共編著）慶應義塾大学出版会 2010年